# Neobisium samniticum
Espèce
Neobisium samniticum est une espèce de pseudoscorpions de la famille des Neobisiidae.

## Distribution
Cette espèce est endémique d'Italie. Elle se rencontre dans les Abruzzes à Lettomanoppello dans la grotte Grotta della Praie et en Campanie dans les grottes Grotta del Lete et Grotta dei Diavoli.

## Publication originale
- Mahnert, 1980 : Pseudoskorpione (Arachnida) aus Höhlen Italiens, mit Bemerkungen zur Gattung Pseudoblothrus. Le Grotte d'Italia, vol. 4a, no 8, p. 21-38.